# Boris Livanov
Boris Livanov (Mosca, 8 maggio 1904 – Mosca, 22 settembre 1972) è stato un attore sovietico.

## Filmografia parziale

### Attore
- Il disertore (Dezertir), regia di Vsevolod Pudovkin (1933)
- Častnaja žizn' Petra Vinogradova, regia di Aleksandr Mačeret (1934)
- Il deputato del Baltico (Deputat Baltiki), regia di Aleksandr Zarchi e Iosif Efimovič Chejfic (1936)
- Dubrovskij, regia di Aleksandr Viktorovič Ivanovskij (1936)
- Stepen' riska, regia di Il'ja Averbach (1968)

## Premi
- Artista onorato della RSFSR
- Artista del popolo della RSFSR
- Artista del popolo dell'Unione Sovietica
- Premio Stalin
- Premio di Stato dell'Unione Sovietica
- Ordine di Lenin
- Ordine della Bandiera rossa del lavoro
- Ordine del distintivo d'onore